# Antonín Perič
Antonín Perič (* 30. September 1896; † unbekannt) war ein tschechoslowakischer Radrennfahrer und nationaler Meister im Radsport.

## Sportliche Laufbahn
Perič war im Straßenradsport aktiv. Er war Teilnehmer der Olympischen Sommerspiele 1924 in Paris und der Olympischen Sommerspiele 1928 in Amsterdam. In Paris wurde er im olympischen Straßenrennen 32. In der Mannschaftswertung wurde die Tschechoslowakei mit Antonín Perič, Antonín Charvát, Karel Červenka und František Kundert 11. des Wettbewerbs. Im olympischen Straßenrennen von Amsterdam kam er beim Sieg von Henry Hansen auf den 46. Rang. Die tschechoslowakische Mannschaft mit Ladislav Brůžek, Antonín Honig, Antonín Perič und Josef Šídlo kam in der Mannschaftswertung auf den 11. Platz.
Die nationale Meisterschaft im Straßenrennen gewann er 1923. Im Eintagesrennen Prag–Karlovy Vary–Prag wurde er 1912 und 1926 Zweiter, 1927 und 1928 jeweils Dritter. Sein Sohn Milan Perič wurde ebenfalls Radrennfahrer.